# Franziska Bremer
Franziska Bremer (* 27. Juni 1985 in Cottbus) ist eine ehemalige deutsche Volleyballspielerin.

## Karriere
Bremer stammt aus einer Volleyball-Familie und wurde bereits von ihrer Mutter trainiert. Sie begann ihre eigene Karriere in ihrer Heimatstadt bei Energie Cottbus. Von dort kam sie zum Nachwuchsteam des VC Olympia Berlin und spielte von 1999 bis 2004 in der Junioren-Nationalmannschaft. Sie gewann mit ihrer Mannschaft beim Europäischen Olympischen Jugendfestival in Murcia im Jahr 2001 und wurde 2002 Vierte bei der Junioren-Europameisterschaft. Auf Initiative des Nachwuchstrainers Rudi Sonnenbichler ging die Diagonalangreiferin zum VC Olympia Sinsheim. 2009 gelang ihr mit dem SV Sinsheim der Aufstieg in die Bundesliga. Außerdem wurde sie in die A-Nationalmannschaft berufen. Nach einer Erstliga-Saison wechselte sie zu Allianz MTV Stuttgart. Dort wechselte sie die Position und spielte nun als Mittelblockerin. 2011 gewann sie mit ihrem neuen Verein den DVV-Pokal. 2014 beendete Bremer ihre Profivolleyballkarriere. Danach spielte sie bis 2017 in der zweiten Stuttgarter Mannschaft.